# Joseph Magnan
Joseph Abraham Auguste Pierre Edouard Magnan (* 11. Januar 1896 in Decize, Département Nièvre; † 10. Juni 1976 in Straßburg, Département Bas-Rhin) war ein französischer Offizier, der als Generalleutnant des Heeres (Armée de terre) zwischen 1951 und 1954 Militärgouverneur von Lyon sowie zuletzt von 1954 bis 1957 Generalinspektor für die Verteidigung der Metropolregion von Frankreich war.

## Leben
Joseph Abraham Auguste Pierre Edouard Magnan, Sohn von Emile Joseph Magnan und Jeanne Aline Raimbault, absolvierte seine Offiziersausbildung an der Militärschule Saint-Cyr und war dort Absolvent des Promotionsjahrgangs N°106 „La Dernière de la Grande Guerre“, den er 1921 abschloss. Noch während seiner Ausbildung wurde ihm am 16. Juni 1920 als Leutnant (Lieutenant) der Tirailleure das Ritterkreuz der Ehrenlegion verliehen. Er versah als Offizier Dienst in einer Dromedar-Einheit (Méhariste) in der Kolonie Niger und erhielt dort seinen ersten Eintrag im Kriegsbericht (Citation) für seine  Verdienste bei einem Einsatz in der Provinz Tibesti. Nach verschiedenen weitere Verwendungen als Offizier und Stabsoffizier wurde ihm als Major (Chef de bataillon) in Französisch-Westafrika AOF (Afrique-Occidentale française) am 19. Dezember 1934 auch das Offizierskreuz der Ehrenlegion verliehen. Im Anschluss wurde er zu Beginn des Zweiten Weltkrieges nach Französisch-Indochina abgeordnet und wurde dort 1939 als Oberstleutnant (Lieutenant-Colonel) Chef des Stabes der Cochinchina-Kambodscha-Division DCC (Division de Cochinchine-Cambodge).
1942 wurde Magnan nach Französisch-Marokko versetzt und war zunächst zwischen 1942 und 1943 Kommandeur des Marokkanischen Kolonialinfanterieregiments RICM (Régiment d’infanterie coloniale du Maroc). Er nahm dort unter dem Kommando von General Antoine Béthouart an der Operation Torch teil, der am 8. November 1942 begonnenen britisch-amerikanischen Invasion in Französisch-Nordafrika. Im Februar 1943 wurde er als Oberst (Colonel) Kommandeur des Französischen Afrikakorps (Corps francs d’Afrique), mit dem er in Cap Serrat und Bizerte bis Mai 1943 am Tunesienfeldzug teilnahm. Am 31. Januar 1944 wurde Magnan als Brigadegeneral (Général de brigade) Nachfolger von General Roger Blaizot Kommandeur der 9. Kolonialdivision (9e division d’infanterie coloniale) und verblieb auf diesem Kommando bis zum 24. Dezember 1944, woraufhin Generalmajor Louis Constant Morlière das Kommando kommissarisch übernahm und Generalmajor Jean-Étienne Valluy am 12. März 1945 seine Nachfolge antrat. In dieser Zeit nahm er mit seiner Division als Teil der 1. Armee (1ere armée) im Juni 1944 an der Operation Brassard teil, der Invasion auf der Insel Elba teil. Am 27. Juni 1944 wurde er zum Kommandeur der Ehrenlegion. Er wurde am 31. August 1944 zum Generalmajor (Général de division) befördert. 
Nach Kriegsende war Generalmajor Magnan als Nachfolger von Generalleutnant Yves de Boisboissel zwischen 1945 und 1949 Oberkommandierender der Truppen in Französisch-Westafrika u(Supérieur des Troupes d’Afrique-Occidentale française) wurde am 20. Februar 1947 zum Generalleutnant (Général de corps d’armée) befördert. Für seine Verdienste wurde er am 11. Juli 1947 zudem Großoffizier der Ehrenlegion. Im Anschluss war er zwischen 1949 und 1951 Kommandeur der 9. Militärregion (9e régions militaire) in Marseille und war als solcher zwischen dem 1. Januar 1950 und dem 31. Dezember 1951 auch Mitglied des Obersten Kriegsrates (Conseil suprême de Guerre).
1951 wurde Generalleutnant Magnan Kommandierender General der 4 Militärregion (4e régions militaire) sowie zugleich Militärgouverneur von Lyon (Gouverneur militaire de Lyon). Im Anschluss war er zwischen 1954 und 1957 Generalinspektor für die Verteidigung der Metropolregion von Frankreich (Inspecteur général de la Défense en surface du territoire métropolitain) und trat anschließend als General (Général d’armée) in den Ruhestand. Für seine Verdienste wurde ihm am 16. Juli 1958 auch das Großkreuz der Ehrenlegion verliehen.
Am 8. März 1931 heiratet Joseph Magnan in Anne Marie Flavie Philomène de Pessonneaux du Puget.

## Hintergrundliteratur
- Charles D. Pettibone: The Organization and Order of Battle of Militaries in World War II: Volume VI Italy and France Including the Neutral Countries of San Marino, Vatican, Trafford Publishing, 2010, ISBN 978-1-42694-633-2 (Online-Version)